# Digalodon rubidgei
Digalodon rubidgei è un terapside estinto, appartenente ai dicinodonti. Visse nel Permiano superiore (circa 255 milioni di anni fa) e i suoi resti fossili sono stati ritrovati in Africa.

## Descrizione
Questo animale era di piccole dimensioni: il cranio non superava i 10 centimetri di lunghezza, ed è probabile che un esemplare adulto non superasse i 50 centimetri di lunghezza. Come tutti i dicinodonti, anche Digalodon doveva avere un corpo tozzo a forma di botte, sorretto da arti piuttosto brevi. Il cranio presentava un lungo becco, separato da due grossi processi a forma di canini da un lungo spazio. Il ramo zigomatico dell'osso squamoso era inoltre molto alto, con un margine dorsale estremamente ispessito, simile a quello dei geikiidi. Il forame pineale era insolitamente dotato di margini laterali sollevati.

## Classificazione
Digalodon rubidgei venne descritto per la prima volta nel 1948 da Broom e Robinson, sulla base di resti fossili ritrovati nella zona di Graaff-Reinet, in Sudafrica, in terreni risalenti al Permiano superiore (“zona a Dicynodon”). Altri fossili sono stati ritrovati in terreni più o meno coevi in Zambia.
Una classificazione di Digalodon sulla base di resti rinvenuti successivamente ha permesso di indicare questo animale come un rappresentante basale degli emidopoidi, un gruppo di dicinodonti di piccole dimensioni. In particolare, sembra che Digalodon fosse alla base di un clade composto da Myosaurus, i cistecefalidi dalle abitudini fossorie (Cistecephalus e Kawingasaurus) e i kingoriidi (il grande Dicynodontoides e Kombuisia). 

## Paleobiologia
Sembra che Digalodon facesse parte di una peculiare fauna di dicinodonti vissuta per pochi milioni di anni poco prima della fine del Permiano, comprendente anche Pelanomodon, Basilodon e Compsodon. Alcuni crani attribuiti a Digalodon, ma privi delle tipiche zanne, dell'innalzamento delle pareti del foro pineale e degli zigomi irrobustiti, potrebbero rappresentare femmine o esemplari giovani (Kammerer et al., 2015). 